# Sibley (Iowa)
Sibley település az Amerikai Egyesült Államok Iowa államában, Osceola megyében, melynek megyeszékhelye is. Lakosainak száma 2860 fő (2020. április 1.).

## Népesség
A település népességének változása:

| 2010 | 2 798 |
| 2020 | 2 860 |